# Sepia apama
Sepia apama е вид главоного от семейство Sepiidae. Видът е почти застрашен от изчезване.

## Разпространение
Разпространен е в Австралия (Виктория, Западна Австралия, Лорд Хау, Нов Южен Уелс и Южна Австралия).